# Gottlob Friedrich Thormeyer

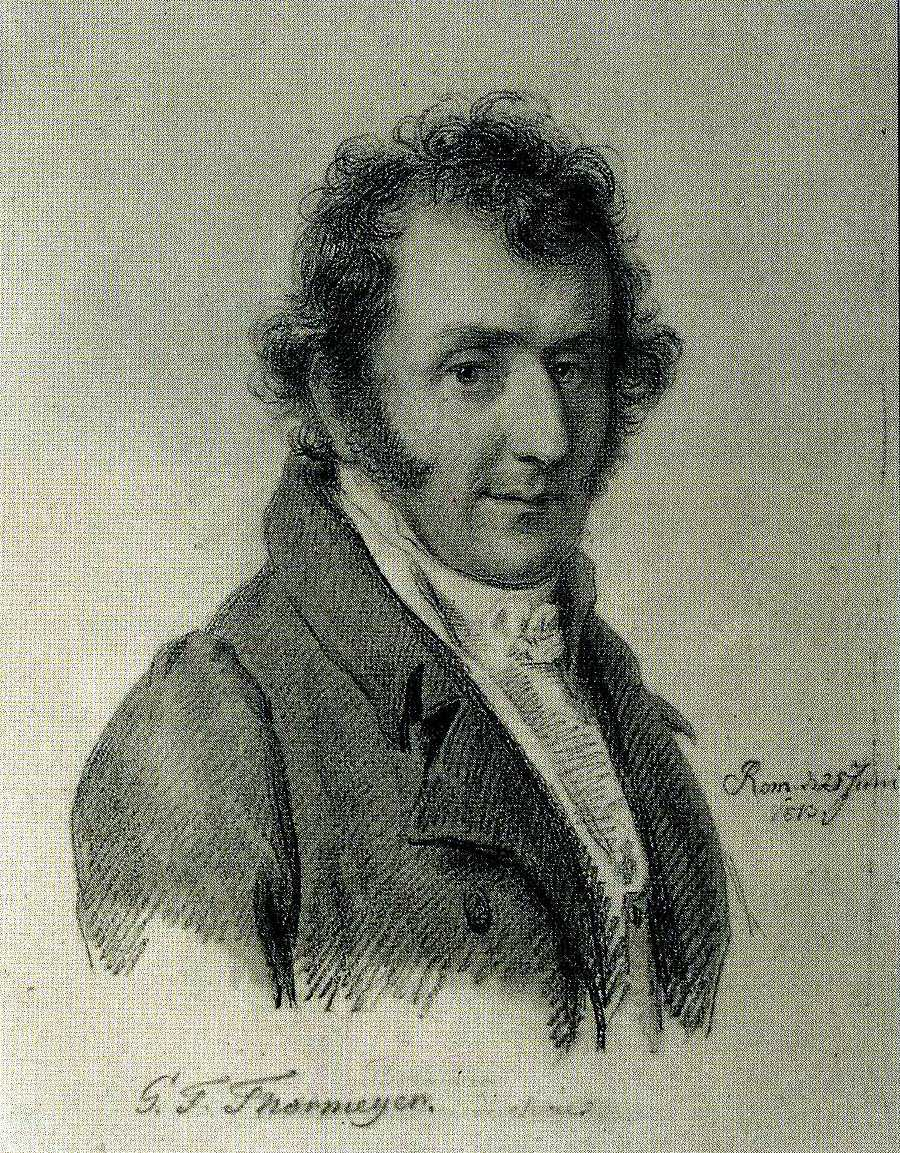
GF Thormeyer secondo Carl Christian Vogel, 1813

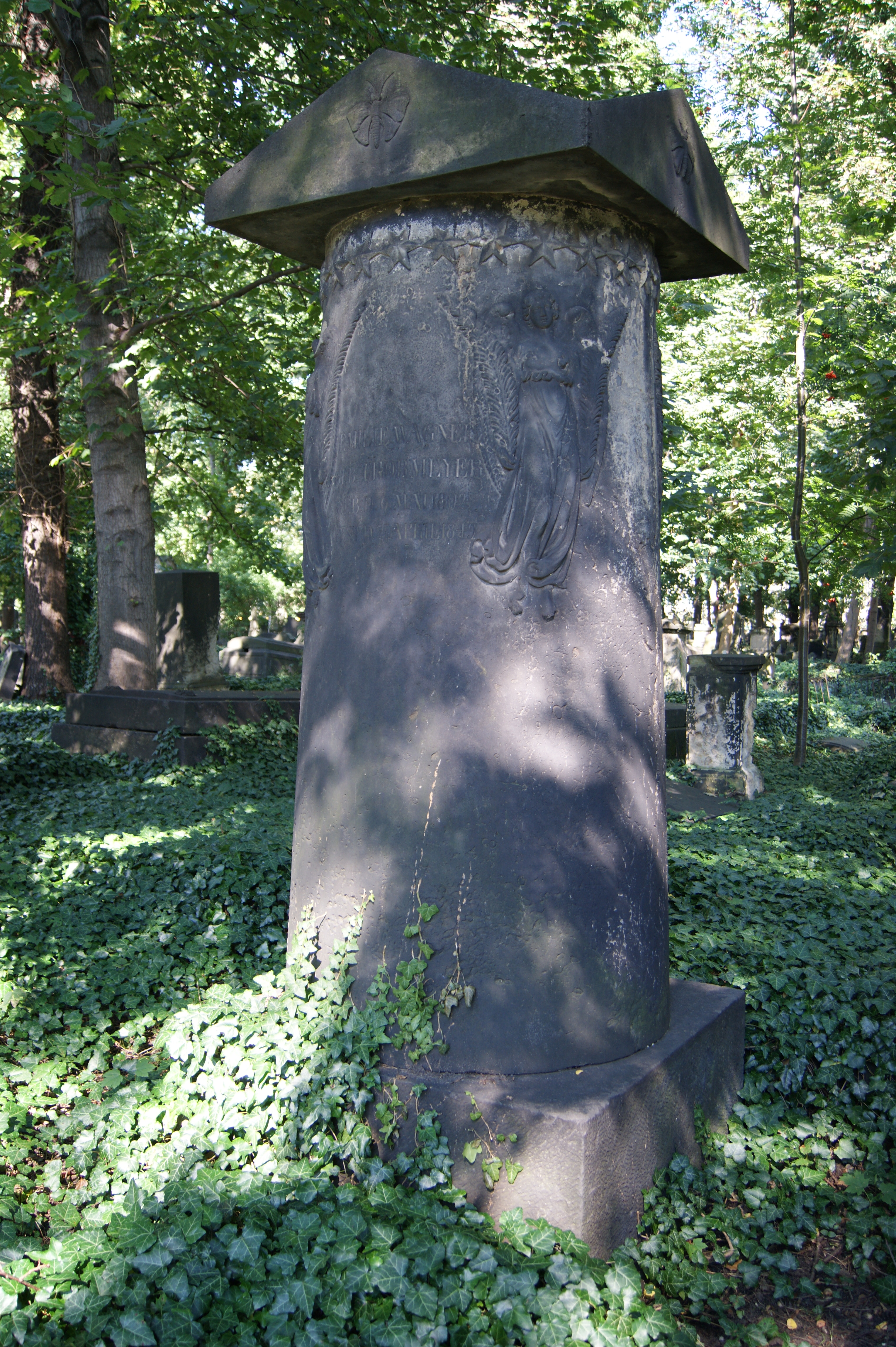
Tomba di Thormeyer nel cimitero di Elias

Gottlob Friedrich Thormeyer (Dresda, 23 ottobre 1775 – Dresda, 11 febbraio 1842) è stato un architetto tedesco del neoclassicismo.

## Biografia
Era uno dei sette figli del calzolaio Gottlob Friedrich e di Christiane Regina. Studiò pittura presso l'Accademia d'arte di Dresda con Giovanni Battista Casanova, ma presto passò all'architettura studiando con Friedrich August Krubsacius e Gottlob August Hölzer. Nel 1812 fu nominato architetto della corte reale. 
Nel 1814 costruì la scala esterna della Brühlsche Terrasse a Dresda, un monumento in onore di Jean-Victor Moreau sull'altura di Räcknitz sul viale principale del Großer Garten. Thormeyer apparteneva alla Commissione di demolizione, che si occupava della ristrutturazione di Dresda. Progettò il Trinitatisfriedhof e la Annenkirche. Secondo i suoi progetti, l'associazione "Harmonie" fece costruire anche una sala nel Palazzo Brühl in Augustusstraße 3. Anche il progetto della fabbrica di zucchero Calberlasche in Theaterplatz (Hotel Bellevue dal 1853 al 1945) fu probabilmente opera sua. 
Thormeyer diede un grande contributo alla ricostruzione di Bischofswerda dopo il grande incendio della città del 1813. Secondo i progetti di Thormeyer, fu costruita la tomba per il poeta della Campagna di Germania del 1813, Theodor Körner, inaugurata solennemente nel settembre 1814 al cimitero di Wöbbelin. Nel 1826 consegnò i progetti per i grandi magazzini di Antonsplatz. Nel 1827, per conto dello stato sassone, fece erigere il primo imponente edificio in stile svizzero sul Bastei. Progettò stabilimenti balneari per Tharandt e Radeberg. 
Dal 1827 al 1829 creò due gatehouse presso la Tor Leipziger sulle antiche fortificazioni della città di Altendresden. Uno di questi edifici, in stile neoclassico, si trova ancora sul lato nord-ovest di Palaisplatz. Nel 1825 costruì la casa al numero 8 di Antonstrasse. Thormeyer costruì anche condomini, come quello in Polierstrasse 19. 
Gottlob Friedrich Thormeyer era un membro della loggia massonica di Dresda sulle tre spade e Astrea sul diamante verde. Morì a Dresda nel 1842. La sua tomba si trova nel cimitero di Elias nel campo C 5-32.

## Galleria d'immagini

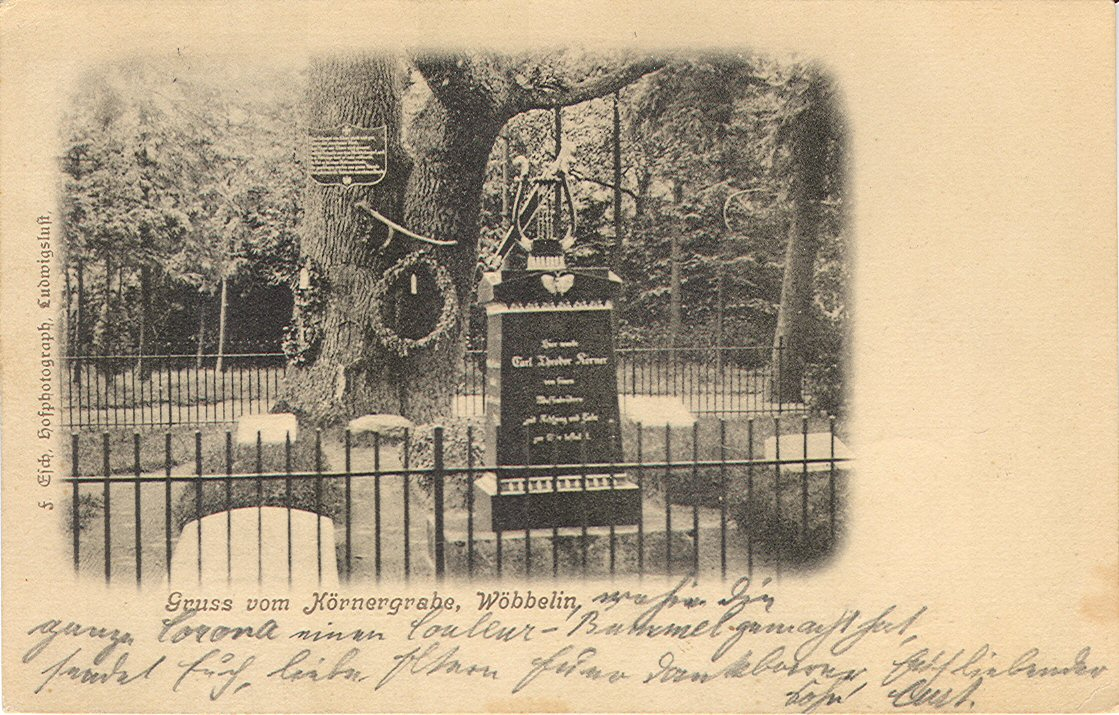
Monumento funebre per Theodor Körner
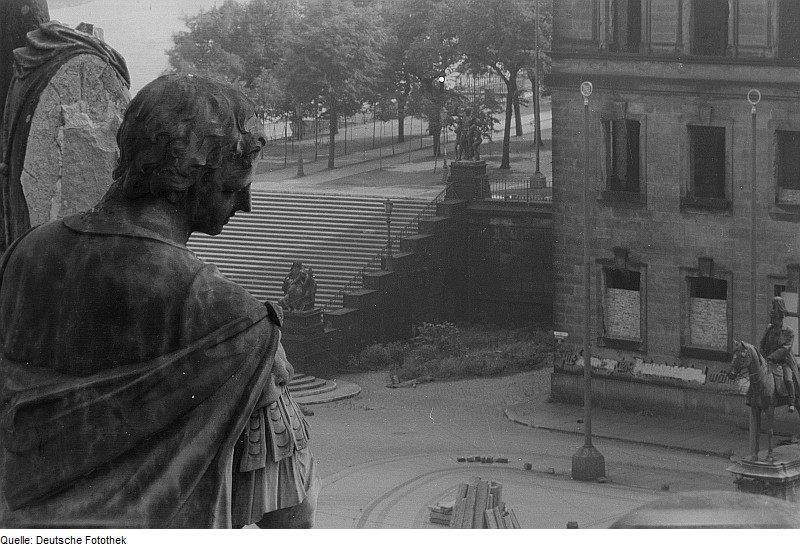
Scala esterna della Brühlsche Terrasse a Dresda
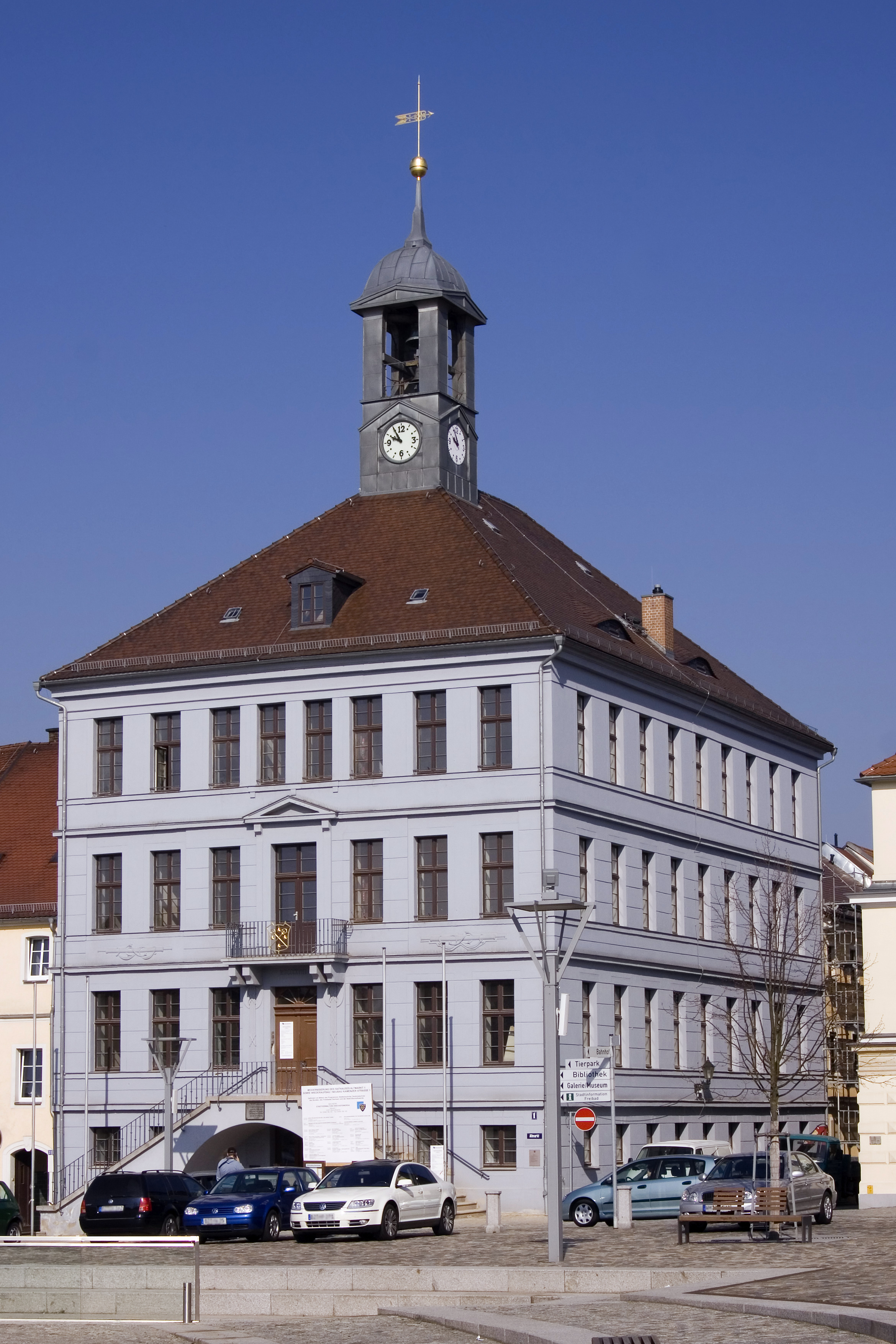
Municipio di Bischofswerda
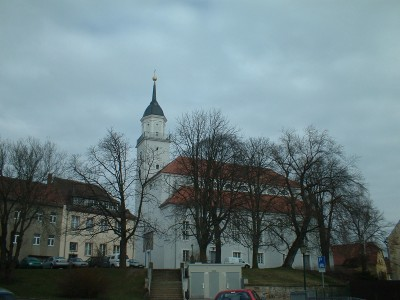
Christ Church a Bischofswerda
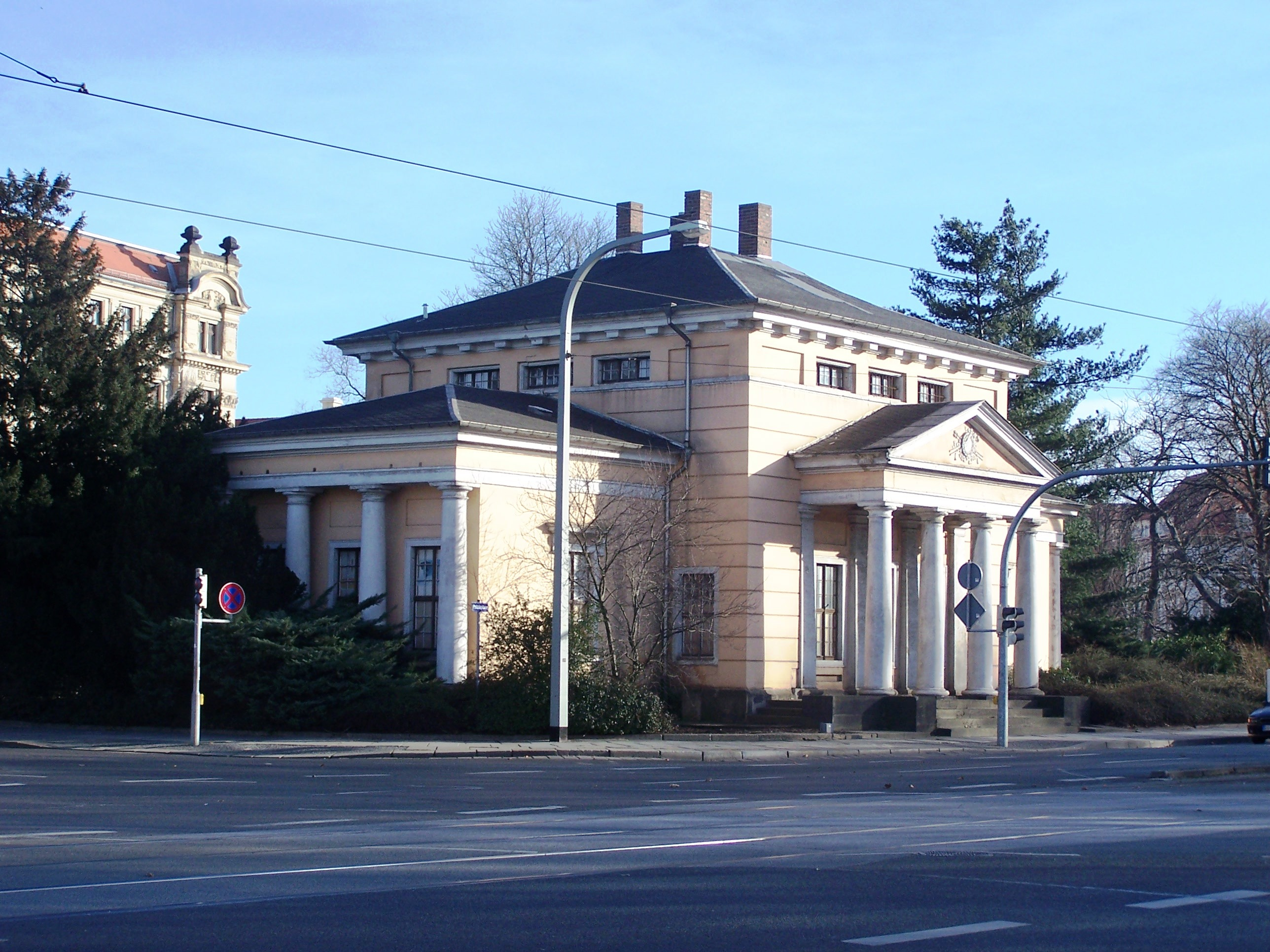
Akzisehaus/Torhaus sulla Palaisplatz di Dresda
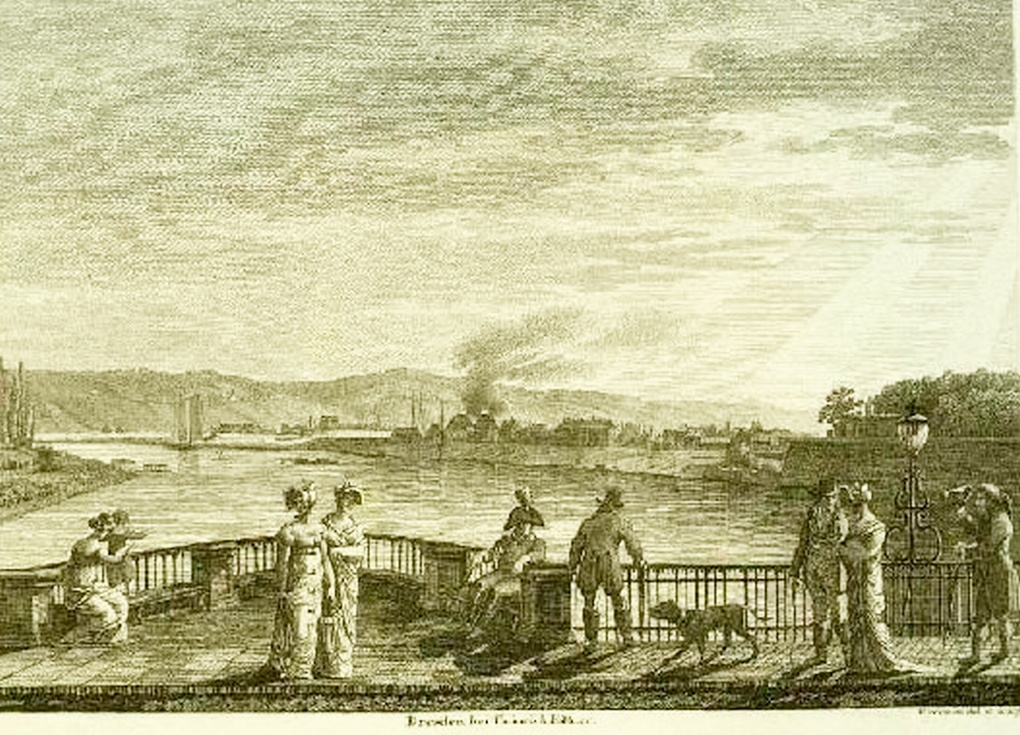
Vista sull'Elba, disegnata da Thormeyer
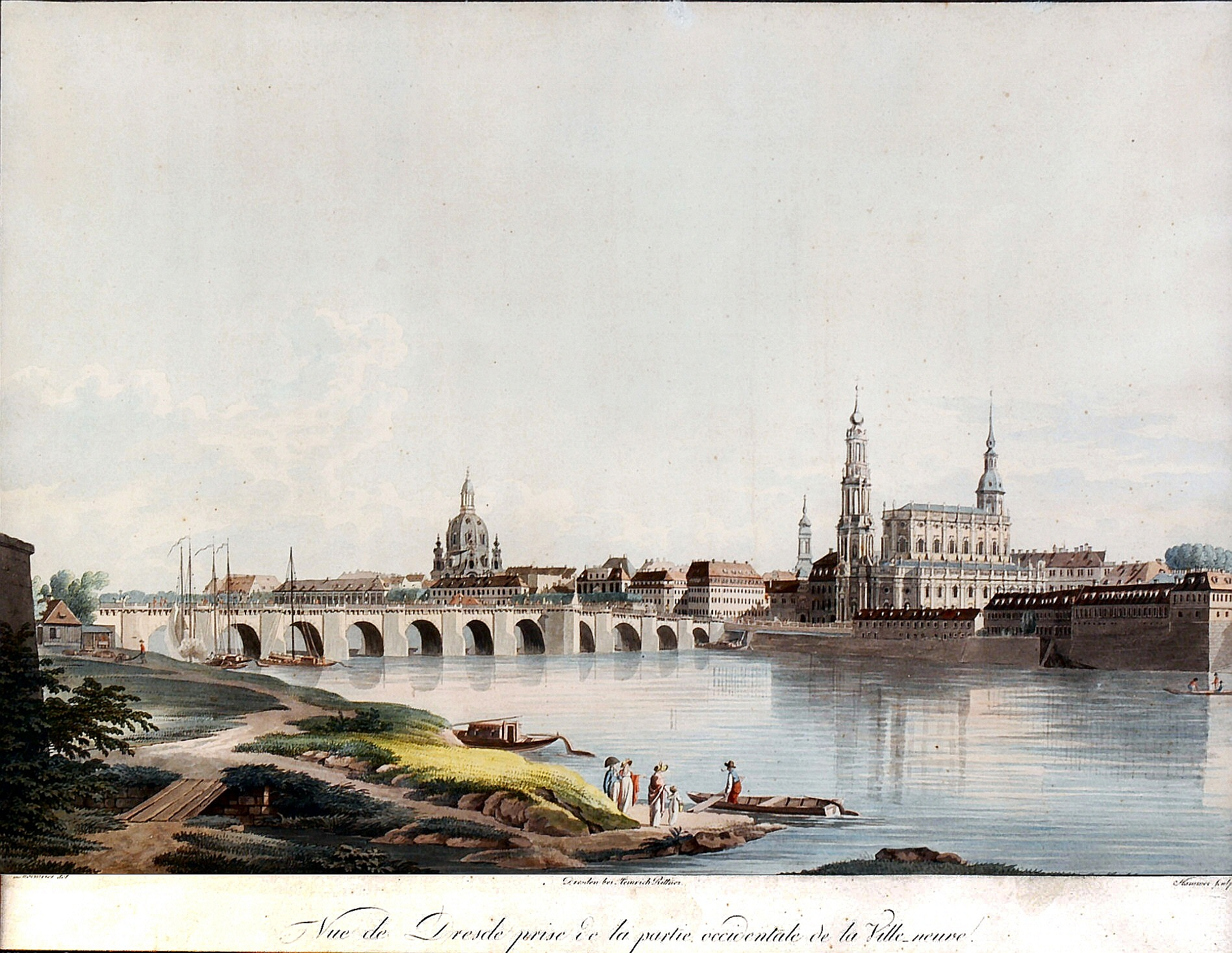
Dresda, disegnata da Thormeyer
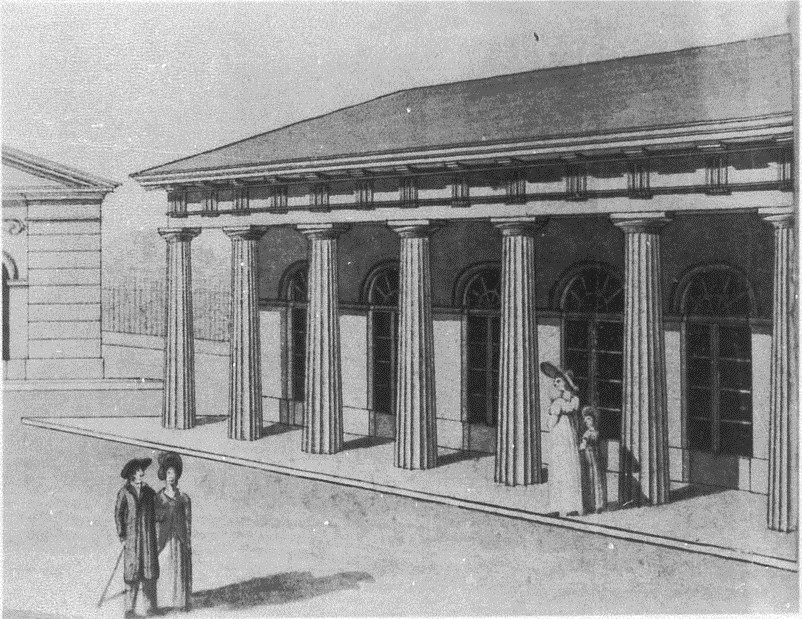
Portici su Antonsplatz, disegnati da Thormeyer